# Saint-Polycarpe (Québec)
Pour les articles homonymes, voir Saint-Polycarpe.
Saint-Polycarpe est une municipalité dans la municipalité régionale de comté de Vaudreuil-Soulanges au Québec (Canada). Elle se situe au Suroît dans la région administrative de la Montérégie.

## Toponymie
Le lieu a été érigé canoniquement en 1830 et civilement en 1861 sous le nom Saint-Polycarpe, choisi par monseigneur Plessis. Le nom fait référence à Polycarpe de Smyrne. Ce nom sera étendu au bureau de poste (1846), à la municipalité de paroisse (1855), à celle du village (1887) qui fusionnent en 1988 pour former l'actuelle entité municipale. Nommée Rivière-à-Delisle début du XIXe siècle puis Saint-Polycarpe-de-Soulanges, en référence au comté dont elle faisait partie.

## Histoire
La seigneurie de la Nouvelle-Longueuil est concédée à Paul-Joseph Le Moyne de Longueuil en 1734,. Vers 1785, le seigneur Joseph-Dominique-Emmanuel Le Moyne de Longueuil, fait faire des relevés pour l'implantation d'un moulin. Celui-ci est construit en 1806 dans le rapide de la rivière Delisle, le nouvel établissement prend ainsi le nom de Rivière-Delisle. Le peuplement se fait rapidement et en 1817, un presbytère-chapelle à deux étages est érigé. La nouvelle paroisse est placée sous le patronage de saint Polycarpe; Pierre Nicolas Leduc en est le premier curé. Saint-Polycarpe est le chef-lieu de la seigneurie. La municipalité est nommée en l'honneur de Polycarpe de Smyrne, probablement en raison de la proximité de Saint-Ignace de Coteau-du-Lac, Polycarpe de Smyrne étant un ami d'Ignace d'Antioche. Lors de la Rébellion des Patriotes, les citoyens de Saint-Polycarpe, furieux que le curé de la paroisse leur impose une prière en l'honneur de la reine Victoria, l'enlèvent et le jettent dans le premier bateau vers les États-Unis. Au début du XXe siècle, Saint-Polycarpe est renommé pour la culture du lin.

## Géographie
La municipalité de Saint-Polycarpe se trouve au sud-ouest du Québec dans le pays du Suroît. Elle se situe au sud-ouest de la presqu'île de Vaudreuil-Soulanges près de la frontière ontarienne. Elle est bornée au nord par Sainte-Justine-de-Newton, à l'est par Saint-Clet et Coteau-du-Lac, au sud-est par Les Coteaux et Saint-Zotique, au sud par Rivière-Beaudette et à l'ouest par Saint-Télesphore. Sa superficie totale est de 70,73 km2 dont 70,01 km2 sont terrestres et 0,72 km2 en eau. Le territoire s'insère dans les basses-terres du Saint-Laurent et le relief est plat.
La rivière Delisle, un affluent du fleuve Saint-Laurent, traverse le centre de la municipalité du nord-ouest vers le sud-est.

## Démographie
| 1991  | 1996  | 2001  | 2006  | 2011  | 2016  | 2021  |
| ----- | ----- | ----- | ----- | ----- | ----- | ----- |
| 1 640 | 1 676 | 1 657 | 1 708 | 1 969 | 2 224 | 2 372 |

## Administration
Les élections municipales ont lieu tous les quatre ans en bloc et sans division territoriale. Le conseil municipal compte un maire et six conseillers. À l'élection de 2013, le maire Jean-Yves Poirier est réélu mais le conseil municipal est entièrement renouvelé. Le taux de participation est de 51,6 %.
| Saint-Polycarpe Maires depuis 2005                                                                                    |                   |         |          |
| Élection | Maire             | Qualité | Résultat |
| 2005 | Normand Ménard    |         | Voir     |
| 2009 | Normand Ménard    | Voir    |          |
| 2013 | Jean-Yves Poirier |         | Voir     |
| 2017 | Jean-Yves Poirier | Voir    |          |
| 2021 | Jean-Yves Poirier | Voir    |          |
| Élection partielle en italique Depuis 2005, les élections sont simultanées dans toutes les municipalités québécoises. |                   |         |          |

|             | 2009-2013                                                                               | 2013-2017 |
| Maire       | Jean-Yves Poirier                                                                       | Jean-Yves Poirier                                                                                             |
| Conseillers | Roland Charlebois Roland Daneau Maurice Ravary Robert Sauvé Enzo Sedioli 1 poste vacant | Virginie Damien Michel Duperron* Jean Legault William Martinez** Guylaine Myre Pascal Pilon Gaetan Prud'homme |

* Élu à l'élection générale mais n'ayant pas terminé le terme. ** Élu à une élection partielle en cours de terme.
Saint-Polycarpe fait partie de la circonscription électorale de Soulanges à l'Assemblée nationale du Québec et de la circonscription de Vaudreuil-Soulanges à la Chambre des communes du Canada.

## Économie
L'économie de Saint-Polycarpe est basée sur l'activité agricole. La ferme Natura cultive une centaine de variétés de fruits, légumes et fines herbes, qu'elle vend dans les marchés de la région.

## Culture
L'église Saint-Polycarpe comporte un tableau représentant saint Anicet et saint Polycarpe et exécuté en 1890 par Jules-Joseph Scherrer.
Le groupe eXterio fait référence à Saint-Polycarpe dans sa chanson intitulée Saint-Po, qui se retrouve sur le quatrième album du groupe et aussi deuxième partie de la trilogie L'album monstre, La Trappe.
La microbrasserie Schoune, établie à Saint-Polycarpe depuis 2000, offre plus d'une vingtaine de bières différentes, dont la Spontanée, de type Gueuze fermentée pendant trois ans et demi. Patrice Schoune, propriétaire, finit premier au championnat de l'Académie Doemens. La bière Schoune entre dans la composition du savon de Vaudreuil-Soulanges fabriqué à Saint-Lazare.
Le 7 juillet 1847, Pierre Cholet, un enfant de 5 ans est enlevé à ses parents par un étranger. C'est au bout de 35 ans qu'il réussit à retrouver ses parents, toujours vivant, dans son village natal de Saint-Polycarpe. Son histoire fait l'objet d'un roman biographique, L'Enfant perdu et retrouvé, ou, Pierre Cholet de Jean-Baptiste Proulx, paru pour la première fois en 1887.
Dans le roman Michelin, paru en 2024, ainsi que dans la pièce de théâtre qui fait suite, Michel-Maxime Legault campe une partie de l'intrigue dans son village natal.

## Éducation
La Commission Scolaire des Trois-Lacs administre les écoles francophones
- École secondaire Soulanges
- École du Val-des-Prés Sacré-Cœur

La Commission scolaire Lester-B.-Pearson administre les écoles anglophones:
- L'École primaire Soulanges à Saint-Télesphore et l'École primaire Evergreen et l'École primaire Forest Hill (pavillons junior et senior) à Saint-Lazare servent a la ville[20].

## Société
Le culte catholique se pratique à l'église Saint-Polycarpe.

### Personnalités
- Jacques-Philippe Lantier (1814-1882), député
- James William Bain (1838-1909), député
- Alphonse-Charles Dugas (1858-1924), prêtre et historien
- Arthur Guindon (1864-1923), peintre
- Élie-J. Auclair (1866-1946), théologien et historien
- Joseph-Arthur Lortie (1869-1958), conseiller municipal et député
- Joseph-Octave Mousseau (1875-1965), député
- Joseph-Rodolphe Ouimet (1878-1948), député
- Jean-Guy Pilon (1930-2021), poète
- Michel-Maxime Legault (1982-) Auteur, comédien et metteur en scène